# Federazione calcistica del Kirghizistan
La Federazione calcistica del Kirghizistan (in inglese Football Federation of the Kyrgyz Republic, acronimo FFKR) è l'ente che governa il calcio in Kirghizistan.
Fondata nel 1992, si affiliò alla FIFA e all'AFC nel 1994. Ha sede nella capitale Biškek e controlla il campionato nazionale, la coppa nazionale e la selezione calcistica del paese.

## Presidenti
- Amangeldi Muraliev (1992-2008)
- Aibek Alybaev (2009–attuale)